# 徐群渊
徐群渊（1941年10月—），男，江苏武进人，中国神经科学家，曾任首都医科大学校长、教授、博士生导师，中国神经科学学会副理事长，中国解剖学会理事长、名誉理事长。